# Катель Кілевере
Кате́ль Кілевере́ (фр. Katell Quillévéré; нар. 30 січня 1980, Абіджан, Кот-д'Івуар) — французька кінорежисерка та сценаристка.

## Біографія
Катель Кілевере народилася 30 січня 1980 року в місті Абіджані, Кот-д'Івуар, в родині вченого-ком'ютерника та викладачки фізики, які походять з Фіністеру. До 5-річного віку жила з батьками та дідусем з бабусею в Кот-д'Івуарі, після чого переїхала з ними в Іль-де-Франс у Франції. Після закінчення Ліцею Фенелона в Парижі, Катель продовжила своє навчання, зробивши вибір на користь кар'єри кінематографіста: не поступивши на Курси Флоран, вона отримала Диплом підвищення кваліфікації (фр. Diplôme d'études approfondies, DEA) з кіномистецтва та вчений ступінь з філософії в Університеті Париж VIII.
У 2005 році Катель Кілевере дебютувала як режисер короткометражкою «Торкаючись впритул», яка була відібрана для участі в програмі «Двотижневик режисерів» Каннського міжнародного кінофестивалю.
У 2010 році Кілевере поставила свій перший повнометражний фільм «Кохання як отрута», який показали на Каннському кінофестивалі, а також здобув Приз Жана Віго як найкращий художній фільм. Її друга повнометражна режисерська робота, фільм «Сюзанна» (2013),  брав участь у кількох міжнародних кінофестивалях та був номінований у 5-ти категоріях на здобуття французької національної кінопремії «Сезар»; Адель Енель здобула за роль у фільмі нагороду як найкраща акторка другого плану.
У 2016 році Кілевере випустила свій третій повнометражний фільм «Лагодити живих», що зачіпає питання донорства органів. Фільм брав участь в секції «Горизонти» 73-го Венеційського кінофестивалю 2016 року та ще в кількох міжнародних фестивалях. За найкращий адаптований сценарій до фільму (у співавторстві з Жилем Тораном) режисерка була номінована на здобуття премії Сезар-2017 року.
У 2015 році Катель Кілевере була обрана членом журі секції Міжнародного тижня кінокритиків 68-го Каннського кінофестивалю.
У липні 2015 року Катель Кілевере була нагороджена французьким орденом Мистецтв та літератури (кавалер).

## Фільмографія
| Рік  |     | Назва українською   | Оригінальна назва   | Сценарист | Режисер |
| ---- | --- | ------------------- | ------------------- | --------- | ------- |
| 2003 | к/м | Зовні               | Dehors              | Так       |         |
| 2005 | к/м | Торкаючись впритул  | À bras le corps     | Так       | Так     |
| 2007 | к/м | Нерозсудливість     | L'Imprudence        | Так       | Так     |
| 2009 | к/м | Коротка відсутність | L'Échappée          | Так       | Так     |
| 2010 |     | Кохання як отрута   | Un poison violent   | Так       | Так     |
| 2013 |     | Сюзанна             | Suzanne             | Так       | Так     |
| 2013 |     | Вандал              | Vandal              | Так       |         |
| 2016 |     | Лагодити живих      | Réparer les vivants | Так       | Так     |

## Визнання
| Рік                                                         | Категорія                                    | Фільм                                   | Результат |
| ----------------------------------------------------------- | -------------------------------------------- | --------------------------------------- | --------- |
| Каннський міжнародний кінофестиваль                         |                                              |                                         |           |
| 2010                                                        | Золота камера                                | Кохання як отрута                       | Номінація |
| Приз Жана Віго                                              |                                              |                                         |           |
| 2010                                                        | Найкращий художній фільм                     | Кохання як отрута                       | Перемога  |
| Міжнародний кінофестиваль у Чикаго                          |                                              |                                         |           |
| 2010                                                        | Золотий Г'юго — секція «Нові режисери»       | Кохання як отрута                       | Номінація |
| 2013                                                        | Золотий Г'юго — секція «Нові режисери»       | Сюзанна                                 | Номінація |
| Премія Сезар                                                |                                              |                                         |           |
| 2014                                                        | Найкращий оригінальний сценарій              | Сюзанна                                 | Номінація |
| 2017                                                        | Найкращий адаптований сценарій               | Лагодити живих                          | Номінація |
| Міжнародний кінофестиваль у Салоніках                       |                                              |                                         |           |
| 2013                                                        | Спеціальний приз журі Срібний Александр      | Сюзанна                                 | Перемога  |
| Премія товариства драматичних авторів і композиторів (SACD) |                                              |                                         |           |
| 2014                                                        | Премія молодим талантам в кінематографі      | Премія молодим талантам в кінематографі | Перемога  |
| Венеційський міжнародний кінофестиваль                      |                                              |                                         |           |
| 2016                                                        | Приз Венеційські горизонти — Найкращий фільм | Лагодити живих                          | Номінація |
| Міжнародний кінофестиваль у Торонто                         |                                              |                                         |           |
| 2016                                                        | Приз Платформа                               | Лагодити живих                          | Номінація |
| Гентський міжнародний кінофестиваль                         |                                              |                                         |           |
| 2016                                                        | Гран-прі фестивалю                           | Лагодити живих                          | Номінація |
| Міжнародний кінофестиваль у Вальядоліді                     |                                              |                                         |           |
| 2016                                                        | Золотий колос за найкращий фільм             | Лагодити живих                          | Номінація |

## Громадська позиція
У 2018 підтримала звернення Європейської кіноакадемії на захист ув'язненого у Росії українського режисера Олега Сенцова.